# Komsomolśke (rada miejska w Symferopolu)
Komsomolśke (ukr. Комсомольське, ros. Комсомольское, Komsomolskoje) – osiedle typu miejskiego na Ukrainie, w Autonomicznej Republice Krymu (de iure stanowiącej integralną część państwa ukraińskiego, w 2014 anektowanej przez Rosję i odtąd funkcjonującej jako Republika Krymu), administracyjnie podporządkowane radzie miejskiej w Symferopolu. W 2001 liczyło 4279 mieszkańców, wśród których 153 wskazało jako ojczysty język ukraiński, 4067 rosyjski, 42 krymskotatarski, 2 mołdawski, 3 białoruski, a 12 inny. Według spisu ludności przeprowadzonego przez okupacyjne władze rosyjskie populacja wsi w 2014 wynosiła 4447 osób, a w 2021 - 4195.